# ScienceWorld
ScienceWorld, también conocido como Eric Weisstein's World of Science, es un sitio web de ciencias formales que abrió al público general en enero de 2002. A noviembre de 2007, incluía más de 4.000 entradas en distintos campos científicos, tales como astronomía, química, física, además de biografías de varios científicos. Es administrada por Eric Weisstein de Wolfram Research, Inc., quien es el enciclopedista en jefe asignado para el proyecto.
Weisstein también el editor de MathWorld, una de las fuentes de información en matemática más conocidas en la Web. ScienceWorld es un esfuerzo de la misma organización para hacer lo mismo con distintos tipos de ciencias.
Aunque ScienceWorld no es un proyecto de código abierto, hay un significativo número de contribuciones por parte de voluntarios bien informados en los temas en cuestión.